# Crane Creek (Californie)
Pour les articles homonymes, voir Crane Creek.
Crane Creek est une census-designated place du comté de Mariposa, dans l'État de Californie, aux États-Unis. En 2020, elle compte une population de 29 habitants.